# مایکل اوبافمی
مایکل اوبافمی (انگلیسی: Michael Obafemi؛ زادهٔ ۶ ژوئیهٔ ۲۰۰۰) بازیکن فوتبال اهل جمهوری ایرلند است.
از باشگاه‌هایی که در آن بازی کرده‌است می‌توان به باشگاه فوتبال ساوت‌همپتون اشاره کرد.
وی همچنین در تیم‌های ملی فوتبال زیر ۲۱ سال جمهوری ایرلند، و جمهوری ایرلند بازی کرده‌است.